# 国鉄C55形蒸気機関車
C55形蒸気機関車（C55がたじょうきかんしゃ）は、日本国有鉄道（国鉄）の前身である鉄道省が設計した亜幹線旅客列車用中型テンダー式蒸気機関車の一つである。愛称はシゴゴ。

## 誕生の背景
1930年代に入ると、亜幹線の旅客輸送力強化を目的として、丙線規格の路線に入線可能なC51形の後継機種の製造が計画された。しかし、最初に設計されたC54形（1931年〈昭和6年〉）は、ボイラー圧力の高圧化と過度の軽量化に起因し空転を頻発するなど、乗務員からの不評が殺到し、わずか17両で生産が打ち切られていた。
そこで、丙線規格の各線で不足する旅客列車用機関車を補うべく設計されたのが本形式である。本形式は、C54形の失敗を教訓としつつ棒台枠を採用するなど、より新しい技術を取り入れたものであった。
本形式は内地向けには1935年（昭和10年）に製造が開始され、3次に分けて合計62両が製造された。
C55 63以降も一部設計変更の上で本形式が増備される計画であったが、当該設計変更が多岐に渡ったことから、C55 63に相当するもの以降には、C57形という新形式が付与された。

## 製造
本形式は、川崎車輛、汽車製造会社、三菱重工業、日立製作所の4社により、1935年（昭和10年）から1937年（昭和12年）までの間に62両が製造された。上述のように63両目以降C57形の新形式が与えられることとなり、C55形としての新造は62両で打ち切られた。
製造年ごとの番号および両数は、次のとおりである。
- 1935年（1次形）: 1 - 19（19両）
- 1936年（2次形）: 20 - 40（21両）
- 1937年（3次形）: 41 - 62（22両）

製造会社別の番号と両数は次のとおりである。
- 川崎車輛（39両）
  - C55 1 - 3（製造番号1538 - 1540）
  - C55 10 - 18（製造番号1541・1550・1576 - 1578・1584 - 1587）
  - C55 21 - 33（製造番号1628 - 1640）
  - C55 41 - 48（製造番号1754 - 1761）
  - C55 55 - 60（製造番号1763 - 1768）

- 汽車製造（11両）
  - C55 4 - 7（製造番号1281 - 1284）
  - C55 20（製造番号1336）
  - C55 49 - 52（製造番号1457 - 1460）
  - C55 61・62（製造番号1461・1462）
- 日立製作所（10両）
  - C55 8・9（製造番号620・621）
  - C55 19（製造番号687）
  - C55 34 - 40（製造番号709 - 715）
- 三菱重工業（2両）
  - C55 53・54（製造番号200・201）

## 構造
本形式の基本構造は、代替・増備対象であるC51形やC54形の基本構成を踏襲している。
このため、3缶胴構成の缶胴部と1軸従台車で支持される広火室を組み合わせたストレート形煙管式ボイラーを備え、軸配置を4-6-2（ホワイト式）あるいは2C1（日本式）とした、軽量級の過熱式単式2気筒テンダー機関車となっている。
ただし、ボイラーについては強力な自動空気ブレーキの採用の結果、下り勾配走行中に急ブレーキをかけた際に水面傾斜が原因で蒸気ドーム内に湯が入り込むというトラブルが発生したことから、C51形やC54形では第1缶胴部に置かれていた蒸気ドームの設置位置が変更され、本形式では第2缶胴部に置かれるようになった。また、これにあわせて従来は第二缶胴部中央上に置かれていた砂箱が本形式では蒸気ドーム直前へ移設され、両者が一体のカバーで覆われた。本形式の外観は、電気溶接技術の進歩を受けて溶接工法の採用部位を大幅に拡大し、リベットを減少させるとともに多くの部分に直線基調のディテールを採ったことと併せて、古典的なC51形に比して格段にモダナイズされた。
本形式のボイラー圧力やシリンダ寸法などはC54形のそれをそのまま踏襲しており、各動軸の軸重を丙線規格の許容する範囲内で増大させることで粘着性能を改善し、空転対策としている。

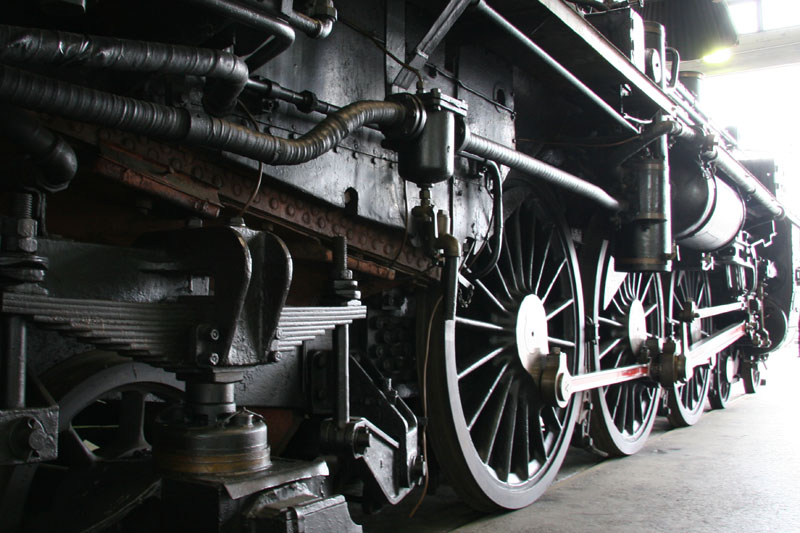
C55形の動輪部分

本形式の動輪はC51形やC54形と同様に直径1,750 mmのスポーク動輪であるが、それらの形式で動輪強度の不足に起因するスポーク割損やタイヤ部変形が多発して問題となっていたことから、本形式では新設計の補強付きスポーク動輪が採用された。
鋳鋼製の動輪輪心部、特にスポークのリム部分には、同時代のドイツ国鉄制式機で採用されていたのと同様の、俗に「水かき」と呼ばれる補強部分が形成されており、この機関車の外観上の大きな特徴の1つとなっている。この「水かき」付きスポーク動輪は変形・スポーク折損などの問題が殆ど発生せずこれらの問題の対策として大きな効果があった。
だが、直後に設計されたD51形・C57形からはアメリカ流のボックス型動輪を採用することとなり、本形式は日本の本線用大型蒸気機関車としては最後のスポーク動輪採用形式となった。
前述のとおり、本形式はD50形・C53形・C50形で既に採用されていた肉厚圧延鋼板による棒台枠を採用している。このため、板台枠を採用していたC51形やC54形とは異なり台枠側面に大きな肉抜き穴が開口されており、前述のスポーク車輪の採用もあって、動輪のスポークと台枠越しに反対側が透けて見えるという、繊細さや軽快感の強い外観となっているのが特徴である。
本形式は、大別して1次形・2次形・3次形の3種に分けられる。
なお、1次形内でも逆転棒の構造が曲がっている（C54と同じ）ものと直線のもの（2次形以後やC57に受け継がれたタイプ）があり、前者が1 - 11号機、後者が12号機以後となっている。
2次形は、後述のように流線形の覆いを装着して製造された。2次車が製造された当時、主要幹線の各機関区などでは20 m形以上の大型転車台が設置されていたが、地方の亜幹線では旧規格の60フィート (18 m) 形転車台が多用されていたため、2次形以降ではこうした配置線区の事情に配慮して炭水車のボギー台車心皿中心間隔および炭水車と機関車の連結面間隔を短縮することで全長を240 mm短縮、これにより1次車では転向作業が難しかった60フィート形転車台でも容易に転向可能としている。

### 流線形

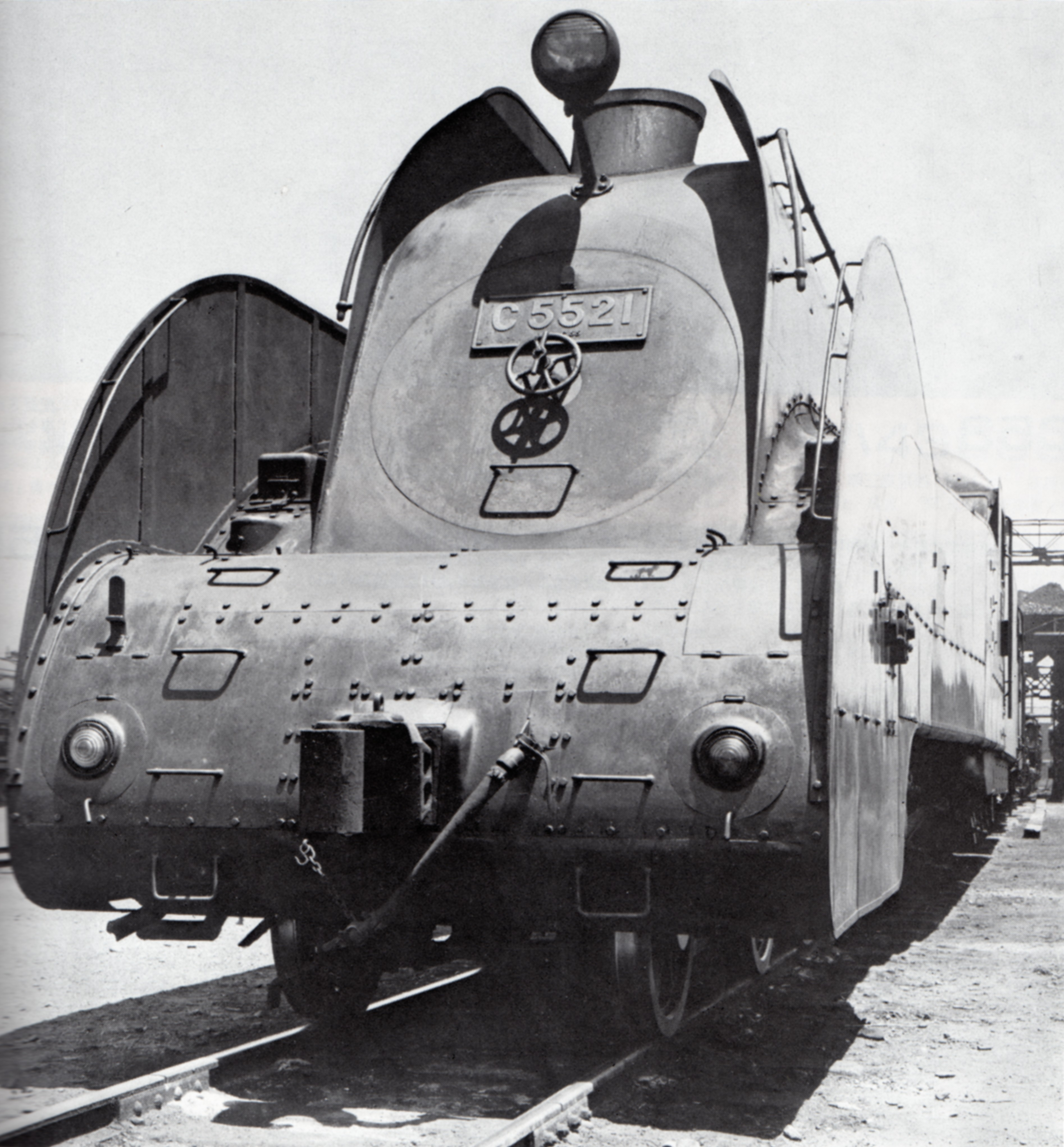
流線形のC55 21

本形式が登場した時代は世界各国で鉄道車両や自動車に流線形ブームが起こっていた。これは見栄えの向上とともに高速化に伴う空気抵抗を減らすことを目指したものであった。その流れに沿い、C53 43で試験された流線形のキセ（覆い）が本形式にも本格導入され、1936年製の2次車 (20 - 40) の21両は流線形デザインにて新造された。
当時の価格は1両10万円。なお、大阪汽車会社が製造した最初の1両は3ヶ月早く完成したことから、1935年12月中に試験運転が行われている。
この流線形の構造は、形状面ではC53 43と同様に、ボイラー前端の煙室部分を斜めに欠き取り煙室扉周辺を傾斜させた上で、ボイラー全体にケーシングを被せ、前部デッキからランボード、運転台までの足回りをスカートとケーシングで覆った構造であった。これにより、炭水車でも全溶接構造の車体上部までケーシングが伸びており、台車周辺をスカートで覆うことにより一体感が演出された。
なお、C53 43では独立した大型除煙板を取り付けずボイラーケーシングの煙突周辺に小型の除煙板を形成するに留めていたが、本形式では小型除煙板に加え、ランボード上のサイドスカートから連続する形で半円形の背の低い大型除煙板も立てられた。 
これらのケーシングやスカートの意図は、デモンストレーション効果だけでなく、空気の流れを良くすることで煙突から排出される煤煙が列車に絡みつくのを防ぐことであったとされる。また、流線形の初期製造車では側面にステンレス製の飾り帯が付けられていたが、後期製造車では省略された。これらの流線形機は、四国以外の全国各地に数両ずつ分散して配置され、主に急行列車を牽引した。名古屋機関区配属のC55 24 - 26は臨時特急「燕」の牽引にも起用された。
しかし、同時期のEF55形電気機関車でも採用された流線形は、当時の鉄道省の運用状況（運転速度域）では実用上の効果がほとんどないと判断され、さらに整備や給水・給炭の妨げとなることから現場からも嫌われ、早い時期に先台車周辺のスカートや炭水車上部のケーシングの撤去が始まった。これは1940年（昭和15年）の記録映画「鐵道信號」や同時期に撮影された写真で確認できる。流線形の実用上の効果のなさは、1936年（昭和11年）5月に鹿児島本線で鉄道省運転課や門司鉄道局などの関係者が立会いの下10日間にわたって行われた牽引力や走行状態に関する試運転の結果、当時の鉄道省における旅客列車の最高速度である100 km/h前後までの運転速度において、流線形化による製造費や機関車重量の増加に見合うほどの空力面での利点がないと判断されたものである。また現場からは、様々な部分がケーシングに覆われているため、整備点検の際にはそれらを取り外すか点検蓋を開ける必要があることから一般車より手間が余計にかかり、給水・給炭や火床整理にも不便なこと、空気シリンダーで開閉する構造だった煙室戸は故障で作業中の燃料掛が一時閉じ込められたこと、密閉式運転台はその内部に熱がこもりやすく、単線区間では通票の取り扱いにも難儀すること、炭水車は内部に設置されていた石炭押寄せ装置（炭庫後方部の押寄せ板を蒸気ピストンによって前後動させるもの）が、石炭の固着により動作不能となって故障することもあって運転中の石炭かき寄せ作業ができない、といった問題が指摘された。後に太平洋戦争が激化すると、足回りを中心にスカートやケーシングの大半を撤去し、当初の外見とは大きく異なる無惨な姿で用いられた。
戦後になると、本形式の流線形機は1950年（昭和25年）から翌1951年（昭和26年）にかけてと、未改装で残った26·33·34号機が1956年(昭和31年)に、残っていた流線形ケーシングが完全に撤去され、1次車とほぼ同等の外観となるように再整備が行われてその面目を一新したが、特に改修を必要としなかった丸みを帯びた深い運転台の屋根や、側面の乗務員出入り口はそのまま残され、さらに蒸気ドーム前端も傾斜したままとなった。
これ以外に元流線形機は「逆転棒と圧縮空気放熱管との位置関係が逆」、「棒本体の山形鋼が内外逆」といった通常形との差異があるが、28・33号機はこれに加えて小倉工場での改造時に逆転棒が前方のみ湾曲している（D51形の物に近い）ものに変えられていた。
なお、流線形機から再整備された本形式の一部では、2基の安全弁がボイラーバレルよりも一段飛び出した取り付け座（ゲタ）の上に取り付けられているなど、流線形時代の面影を残していた。これらの流線形機から再整備されたものは流線形改造機、または流改機とも呼ばれた。これらについては流線形の新車当時よりも、再整備後の方が美しい、という評もある。これら再整備後の21両は一般車と完全に同等の扱いを受け、本形式の最終期まで徐々に数を減じつつ運用された。
流線形改造機のうち北海道内で使用されていたC55 30は保存予定となっていたが、北海道総局内の手違いにより1975年（昭和50年）2月1日に廃車後すぐに苗穂工場で解体されてしまったため、流線形改造機で保存されたものは1両もない。
C53 43を含めた一連の流線形蒸機について、開発に携わった島秀雄は当初から空気抵抗軽減の効果を期待しておらず、詳細なデータの測定もしなかった旨を度々述懐している（一方、排煙誘導の効果については一定の成功を自認している）。とはいえ、時流に従って誕生したこれらの車両は当時のメディアでもしばしば取り上げられ、時に新聞の子供向けコーナーでも扱われるなど、年少者の関心対象と見なされていたことも窺える。

## 運用
本形式は新造後、本州・九州・北海道の幹線・亜幹線を担当する各機関区へ配置され、運用が開始された。
特に流線形となった2次車は、宣伝効果も考慮して全国の広範囲に少数ずつ分散して配置され、急行列車の先頭に立った。特筆すべき運用としては、名古屋機関区配属の24~26号機は特急「不定期燕」牽引に充当され、小樽築港機関区配属の30~32号機は前補機のC51形と共に、後年C62形重連で注目を浴びた長万部~小樽間の通称山線区間に挑んだ。
本形式は、より近代化され、より強化されたC57形がすぐに登場し大量生産されたため、その影に隠れ、ともすれば目立ちにくいきらいはあった。しかし両者は、互いにほぼ同等に取り扱うことが可能な上、いずれも性能や使い勝手も良好であったことから、四国を除く各地の幹線・亜幹線で長期間にわたり重用された。
丙線規格路線に入線可能なこのクラスは需要が高かったことから、事故や戦災に遭わず1964年までは62両すべてが在籍していた。本州では1966年ごろまでに転属や廃車で姿を消したが、北海道では1974年秋まで、九州では1975年3月まで現役にあった。

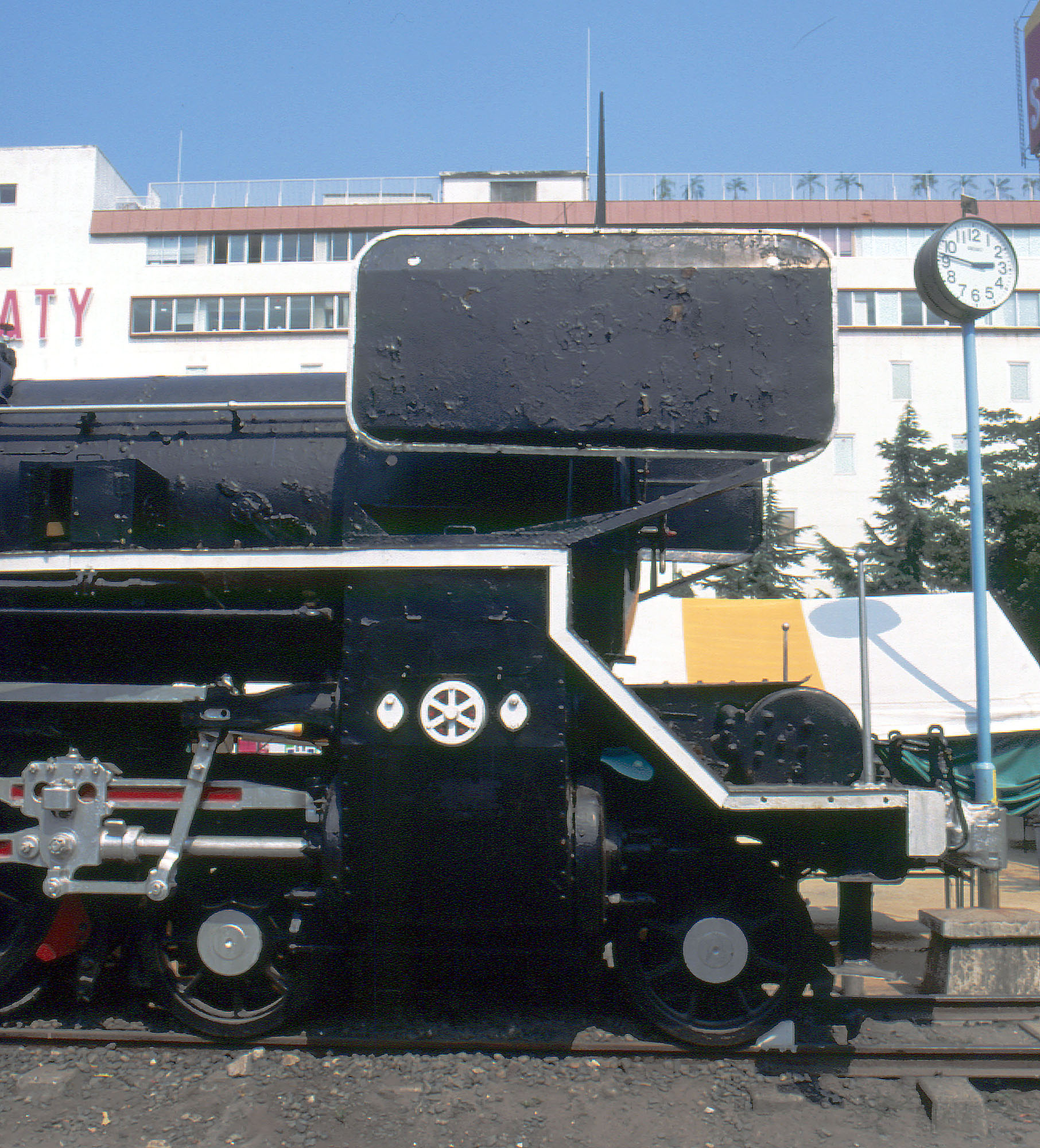
「門デフ」装着例 (C55 46)

北海道で最後の使用線区になった宗谷本線では、1970年12月まで夜行急行列車「利尻」を牽引したことや、道北の自然風景を背景にした姿がファンに強い印象を残している。また、戦後九州に配属されていたグループの大半は小倉工場製の切り取り形除煙板（門鉄デフレクター:門デフ）に交換されており、外観に極めて適合していたため、愛好者が多かった。
最終廃車（梅小路保存後除籍のC55 1を除く）は1975年3月末日廃車のC55 57であった。
「門デフ」以外の主だった改造・変形
- 北海道配属の1・3次形のキャブを密閉タイプに改造およびシールドビーム副灯取り付け（C55 7を除く）。
- 九州地区配属機の一部 (C55 51 - 54) がロングラン対応のため、D51形とテンダを交換した。
- C55 11に一時、小倉工場で独自設計の集煙装置を取り付けて試用した。このため同機は煙突が短い。
- C55 48（旭川所属時）のみ、前面左側手すりを入換対応形に改造。

重油併燃装置の追加搭載や動輪の振り替えなどは施工されていない。

### 台湾総督府鉄道C55形
本形式は、内地向けのほか、当時日本統治下にあった台湾の台湾総督府鉄道向けに、1935年および1938年に同形車9両 (C55 1 - 9) が納入されている。最初の5両は基隆機関区に配置され、増備車が揃った1939年（昭和14年）には台北機関区5両、苗栗機関区4両となっていた。1945年に日本が太平洋戦争に敗れた後は、台湾鉄路管理局に引き継がれてCT250形 (CT251 - 259)となり、1982年10月に形式消滅している。
- 1935年（5両、国鉄向け1次形相当）
  - 三菱重工業：1 - 4
  - 川崎車輛：5
- 1938年（3両、国鉄向け3次形相当）
  - 三菱重工業：6 - 9

## 保存機
62両と少数製造であったこと、本州では比較的早期に廃車されたため、全体の形状を留める個体はわずかに4両のみである。C55 1が静態保存となったため、現在動態保存機はない。
| 画像 | 番号                 | 所在地                                       | 備考 |
| ---- | -------------------- | -------------------------------------------- | --- |
|      | C55 49               | 北海道稚内市 稚内港北防波堤ドーム ※解体済み  | 塩害による老朽化に伴い1996年に解体され、以後は動輪のみが保存されている。 |
|      | C55 50               | 北海道小樽市手宮1丁目3-6 小樽市総合博物館    | 元流線形のC55 30が保存予定にあげられていたが、先述のように廃車後すぐに解体されてしまったため、1974年11月18日に旭川機関区で廃車された当機が「C55 30」のナンバープレートを付けて搬入された。しかし外部より指摘を受け改めてC55 50として保存された。走行装置の「C55 50」の刻印に「3」を上から打ち直した形跡が見られるのはそのような経緯があるためである。運転室が密閉式に改造されている。 |
|      | C55 1                | 京都府京都市下京区観喜寺町 京都鉄道博物館    | 1972年に梅小路蒸気機関車館（京都鉄道博物館の前身）の開館に伴い保存され、2006年に「梅小路の蒸気機関車群と関連施設」として、準鉄道記念物に指定された。保存当初は動態保存であったが現在は除籍され静態保存となっている。 |
|      | C55 53 (46)          | 大分県大分市中央町2丁目4 若草公園            | 門デフ付き。番号はC55 53であるが、実際にはC55 46にC55 53のナンバープレートを取り付けたものである。公園での静態保存時に公募で「そうりん号」という愛称が付けられた。 |
|      | C55 52               | 鹿児島県姶良郡湧水町川西 吉松駅前            | 門デフ付き。 |
|      | 台湾鉄路管理局 CT251 | 台湾 台南市南区体育路10号 台南市立体育公園   | 2019～2020年にかけて修復。保存時に同じく保存対象機であったCT259とナンバープレートが入れ替わっており、番号がCT259となっていたが，2019～2020年修復時に元のCT251に付け替えられた。 |
|      | 台湾鉄路管理局 CT259 | 台湾 高雄市鼓山区鼓山一路32号 旧打狗駅故事館 | 当初は高雄市蓮池潭に保存されたがこのときには同じく保存対象機であったCT251とナンバープレートが入れ替わり、番号がCT251となっていた。2011年に現在地に移設された際、ナンバープレートも本来のCT259となった。 |

※所在地は現時点の所在地（すでに解体された車両については最終時の所在地）